# Micaria rossica
Micaria rossica är en spindelart som beskrevs av Tord Tamerlan Teodor Thorell 1875. Micaria rossica ingår i släktet Micaria och familjen plattbuksspindlar. Inga underarter finns listade i Catalogue of Life.